# Poropuntius shanensis
Poropuntius shanensis är en fiskart som först beskrevs av Hora och Mukerji, 1934.  Poropuntius shanensis ingår i släktet Poropuntius och familjen karpfiskar. IUCN kategoriserar arten globalt som otillräckligt studerad. Inga underarter finns listade i Catalogue of Life.